# Босна и Херцеговина на Зимским олимпијским играма 2010.
У свом петом такмичењу на Зимским олимпијским играма, Босна и Херцеговина је 2010, у Ванкуверу (Канада) учествовала са пет такмичара у 3 спорта.
На свечаном отварању заставу Босне и Херцеговине носила је аплска скијашица Жана Новаковић, а на затварању такође алпски скијаш Марко Рудић, као најбоље пласирани од босанскохерцеговачких спортиста на овим Играма..

## Учесници по спортовима
| Спорт           | Мушкарци | Жене | Укупно |
| --------------- | -------- | ---- | ------ |
| Алпско скијање  | 1        | 2    | 3      |
| Биатлон         | 0        | 1    | 1      |
| Скијашко трчање | 1        | 1*   | 2*     |
| Укупно(3)       | 2        | 3    | 5      |

• Иста такмичарка се такмичила у биатлону и скијашком трчању.

## Алпско скијање

### Жене
| Такмичарка     | Дисциплина | Резултати    | Резултати     | Резултати     | Резултати     | Резултати     |
| Такмичарка     | Дисциплина | 1. трка      | 2. трка       | Укупно        | Заостатак     | Пласман       |
| -------------- | ---------- | ------------ | ------------- | ------------- | ------------- | ------------- |
| Жана Новаковић | Слалом     | 58,19 (49)   | 57,76 (40)    | 1:55,95       | 13,06         | 40 / 55 (87)  |
| Жана Новаковић | Велеслалом | 1:22,77 (48) | 1:18,02 (40)  | 2:40,79       | 13,68         | 41 / 60 (86)  |
| Маја Клепић    | Слалом     | 59,43 (56)   | Није завршила | Није завршила | Није завршила | Није завршила |
| Маја Клепић    | Велеслалом | 1:27,37 (61) | 1:22,97 (53)  | 2:50,34       | 23,23         | 52 / 60 (86)  |

### Мушкарци
| Такмичар    | Дисциплина | Резултати    | Резултати    | Резултати | Резултати | Резултати         |
| Такмичар    | Дисциплина | 1. трка      | 2. трка      | Укупно    | Заостатак | Плас/Такм. (Укуп) |
| ----------- | ---------- | ------------ | ------------ | --------- | --------- | ----------------- |
| Марко Рудић | Слалом     | 53,70 (40)   | 55,46 (33)   | 1:49,16   | 9,84      | 36 / 48 (103)     |
| Марко Рудић | Велеслалом | 1:26,85 (66) | 1:29,51 (58) | 2:56,36   | 18,53     | 58 / 81 (89)      |

## Биатлон

### Жене
| Такмичар     | Дисциплина  | Резултати             | Резултати             | Резултати             |
| Такмичар     | Дисциплина  | Време                 | Промашаји             | Пласман/учес.         |
| ------------ | ----------- | --------------------- | --------------------- | --------------------- |
| Тања Каришик | Појединачно | —                     | 4 (1+1+2)             | Није завршила         |
| Тања Каришик | Спринт      | 25:24,1               | 2 (2+0)               | 88 / 88 (89)          |
| Тања Каришик | Потера      | Није се квалификовала | Није се квалификовала | Није се квалификовала |

## Скијашко трчање

### Жене
| Име          | Дисциплина     | Резултат | Резултат  | Резултат      |
| Име          | Дисциплина     | Време    | Заостатак | Пласман/учес. |
| ------------ | -------------- | -------- | --------- | ------------- |
| Тања Каришик | 10 км слободно | 31:30,4  | 6:32,0    | 72 / 78 (78)  |

### Мушкарци
| Име               | Дисциплина     | Резултат | Резултат  | Резултат      |
| Име               | Дисциплина     | Време    | Заостатак | Пласман/учес. |
| ----------------- | -------------- | -------- | --------- | ------------- |
| Младен Плакаловић | 15 км слободно | 39:41,4  | 6:05,1    | 78 / 95 (96)  |